# Jovan Milošević
Pour les articles homonymes, voir Milošević.
Jovan Milošević, né le 31 juillet 2005 à Čačak en actuelle Serbie, est un footballeur serbe qui joue au poste d'attaquant au Partizan Belgrade, en prêt du VfB Stuttgart.

## Biographie

### Carrière en club
Formé au FK Borac Čačak, Jovan Milošević rejoint les équipes de jeunes du FK Vojvodina en 2018. Intégré à l'effectif professionnel en 2022, il fait ses débuts en SuperLiga serbe le 10 juillet 2022, lors d'une victoire 1-0 contre le Napredak Kruševac, en entrant en jeu à la 65e minute. Le 22 avril 2023, il marque son premier but professionnel lors d'une victoire 4-0 contre le FK Novi Pazar, puis se distingue en inscrivant un doublé contre le Partizan Belgrade, match dont il est élu meilleur joueur.  
Le 25 janvier 2023, Milošević signe un contrat jusqu'en juin 2027 avec le VfB Stuttgart, pour un transfert évalué à 1,2 million d'euros, incluant une clause de 12% sur une future revente. Il reste à Vojvodina jusqu'à la fin de la saison 2022-2023. Avec Stuttgart, il débute en Coupe d'Allemagne le 12 août 2023 face au TSG Balingen, puis en Bundesliga le 19 août lors d'une victoire 5-0 contre Bochum, où il entre en jeu en fin de match. Après cinq brèves apparitions en championnat, il est prêté en février 2024 au FC Saint-Gall, en Suisse. Il y marque dès son premier match en Super League suisse contre Winterthour (2-2) le 24 février, mais quitte le terrain à la 34e minute de jeu à cause d'une blessure. De retour sur les terrains un mois plus tard il se blessera de nouveau en septembre puis en octobre 2024. Initialement prolongé jusqu'en juin 2025, son prêt est interrompu en janvier 2025. Immédiatement, il est de nouveau prêté par Stuttgart au Partizan Belgrade.

### En sélection
Jovan Milošević débute en sélection avec les équipes de Serbie des moins de 15 et 16 ans. En mai 2021, il inscrit un doublé contre la Bulgarie lors d'un tournoi amical avec les moins de 16 ans. Intégré à l'équipe des moins de 17 ans à partir de septembre 2021, il participe aux qualifications pour l'Euro des moins de 17 ans 2022, marquant notamment un triplé lors d'une victoire 11-0 contre le Liechtenstein. Lors de la phase finale en Israël, il termine meilleur buteur du tournoi avec cinq buts, marquant à chaque match disputé, y compris en demi-finale contre les Pays-Bas lors de l'élimination de la Serbie aux tirs au but.
Appelé en équipe des moins de 18 ans dès septembre 2022, il marque un but contre l'Italie lors de son premier match, puis participe à des rencontres amicales face à la Roumanie et la Macédoine du Nord,,. Entre mars et novembre 2023, il évolue avec les moins de 19 ans, disputant des matchs de qualification pour l'Euro de la catégorie. Depuis septembre 2024, il fait partie de l'équipe de Serbie espoirs.

## Statistiques
| Saison                | Club                     | Championnat           | Championnat | Championnat | Championnat | Coupe(s) nationale(s) | Coupe(s) nationale(s) | Coupe(s) nationale(s) | Compétition(s) continentale(s) | Compétition(s) continentale(s) | Compétition(s) continentale(s) | Compétition(s) continentale(s) | Total | Total | Total |
| Saison                | Club                     | Division              | M.          | B.          | P.d.        | M.                    | B.                    | P.d.                  | Comp.                          | M.                             | B.                             | P.d.                           | M.    | B.    | P.d.  |
| 2022-2023             | FK Vojvodina             | SuperLiga             | 18          | 3           | 0           | 2                     | 0                     | 0                     | -                              | -                              | -                              | -                              | 20    | 3     | 0     |
| 2023-2024             | VfB Stuttgart            | Bundesliga            | 5           | 0           | 0           | 1                     | 0                     | 0                     | -                              | -                              | -                              | -                              | 6     | 0     | 0     |
| 2023-2024             | FC Saint-Gall (prêt)     | Super League          | 11          | 3           | 1           | 0                     | 0                     | 0                     | -                              | -                              | -                              | -                              | 11    | 3     | 1     |
| 2024-2025             | FC Saint-Gall (prêt)     | Super League          | 5           | 1           | 0           | 2                     | 1                     | 1                     | C4                             | 4                              | 0                              | 0                              | 11    | 2     | 1     |
| Sous-total            | Sous-total               | Sous-total            | 16          | 4           | 1           | 2                     | 1                     | 1                     | -                              | 4                              | 0                              | 0                              | 22    | 5     | 2     |
| 2024-2025             | Partizan Belgrade (prêt) | SuperLiga             | 2           | 2           | 0           | 2                     | 0                     | 0                     | -                              | -                              | -                              | -                              | 4     | 2     | 0     |
| Total sur la carrière | Total sur la carrière    | Total sur la carrière | 41          | 9           | 1           | 7                     | 1                     | 1                     | -                              | 4                              | 0                              | 0                              | 52    | 10    | 2     |

## Palmarès
Serbie -17 ans
- Meilleur buteur du Championnat d'Europe des moins de 17 ans 2022 (5 buts)[15]